# Ернест Ансерме
Ернест Ансерме (фр. Ernest Ansermet; 11 листопада 1883 — 20 лютого 1969) — швейцарський диригент і композитор. Вивчав теорію композиції в А. Денереа в Лозанні (з 1906), А. Жедальжа в Парижі, О. Барблана й Е. Блоха в Женеві, пізніше вдосконалювався в диригуванні в «Схола канторум» у Парижі у Ф. Ласерди, а також у Ф. Мотля в Мюнхені й А. Нікіша в Берліні (1910—1911).

## Біографія
Ансерме народився в Веве,  Швейцарія. Спочатку він був професором математики, викладав в університеті Лозанни. Він почав диригувати в Казино в Монтре в 1912 році, а з 1915 по 1923 рік був диригентом Російського балету Сергія Дягілєва, з яким гастролював у країнах Західної Європи, Північної й Південної Америки. Подорожуючи Францією з цією метою, він познайомився з Клодом Дебюссі і Морісом Равелем і консультувався з ними щодо виконання їхніх творів. Під час Першої світової війни він познайомився з Ігорем Стравинським, який перебував у засланні в Швейцарії, і з цієї зустрічі почалося все життя диригентове спілкування з російською музикою.
1918 року організував Оркестр романської Швейцарії; керував цим оркестром протягом 50 років, висунувши його в число найкращих європейських колективів. Виступав із провідними оркестрами Європи й США. В СРСР гастролював уперше у 1928 році.
Ансерме відомий як один із найкращих інтерпретаторів музики французьких імпресіоністів, а також Стравінського (диригував першим виконанням у 1918 році у Лозанні «Історії солдата»). Для мистецтва Ансерме характерні висока культура, тонка колористична майстерність, старанність і точність відтворення музичного тексту в класичній і сучасній музиці.
Після Другої світової війни Ансерме та його оркестр досягли міжнародної популярності завдяки довгостроковому контракту з Decca Records. З того часу і до самої смерті він записував більшу частину свого репертуару, часто два-три рази. Його інтерпретації вважалися надзвичайно чіткими та авторитетними, хоча оркестрова гра не завжди досягала найвищих міжнародних стандартів, і вони помітно відрізнялися від інтерпретацій інших відомих спеціалістів 20-го століття, зокрема П’єра Монте та самого Стравінського. Ансерме не схвалював практику Стравінського переглядати свої твори і завжди грав оригінальні версії. Незважаючи на те, що він був відомий виконанням значної частини сучасної музики інших композиторів, таких як Артур Хонеггер і Френк Мартін, він взагалі уникав музики Арнольда Шенберга та його соратників, навіть критикуючи Стравінського, коли він почав використовувати техніку дванадцяти тонів у своїх композиціях. У книзі Ансерме «Les fondements de la musique dans la conscience humaine» (1961) він намагався довести, використовуючи гуссерлівську феноменології і частково його власні математичні дослідження, що ідіома Шенберга була хибною та ірраціональною. Він назвав це «єврейською ідеєю» і далі сказав, що «єврей — це «я», який говорить так, ніби він «я», що єврей «страждає від подвійно деформованих думок», таким чином робить його «придатним для поводження з грошима», і підсумовує твердженням, що «історичне створення західної музики» розвивалося б так само добре «без єврея».
Репутація Ансермета постраждала після війни через його співпрацю з нацистами, і його бойкотували в новій державі Ізраїль.
Ансерме — автор музичних творів: симфонічної поеми «Весняні листи» («Printemps des feuilles»); пісень для фортепіано з оркестром; фортепіанних п'єс; перекладань для оркестру, у тому числі «6 стародавніх епіграфів» («Six Epigraphes antiques») К. Дебюсси. Спадщина Ансерме містить також низку музикознавчих творів:
- Le geste du chef d'orchestre, Laus., 1943;
- Debat sur l'art contemporain, Neuchatel, 1948;
- Entretiens sur la musique, Neuchatel, 1963;
- Les fondements de la musique dans la conscience humaine, v. 1-2, Neuchatel, 1961, 1965.